# Древняя Фракия

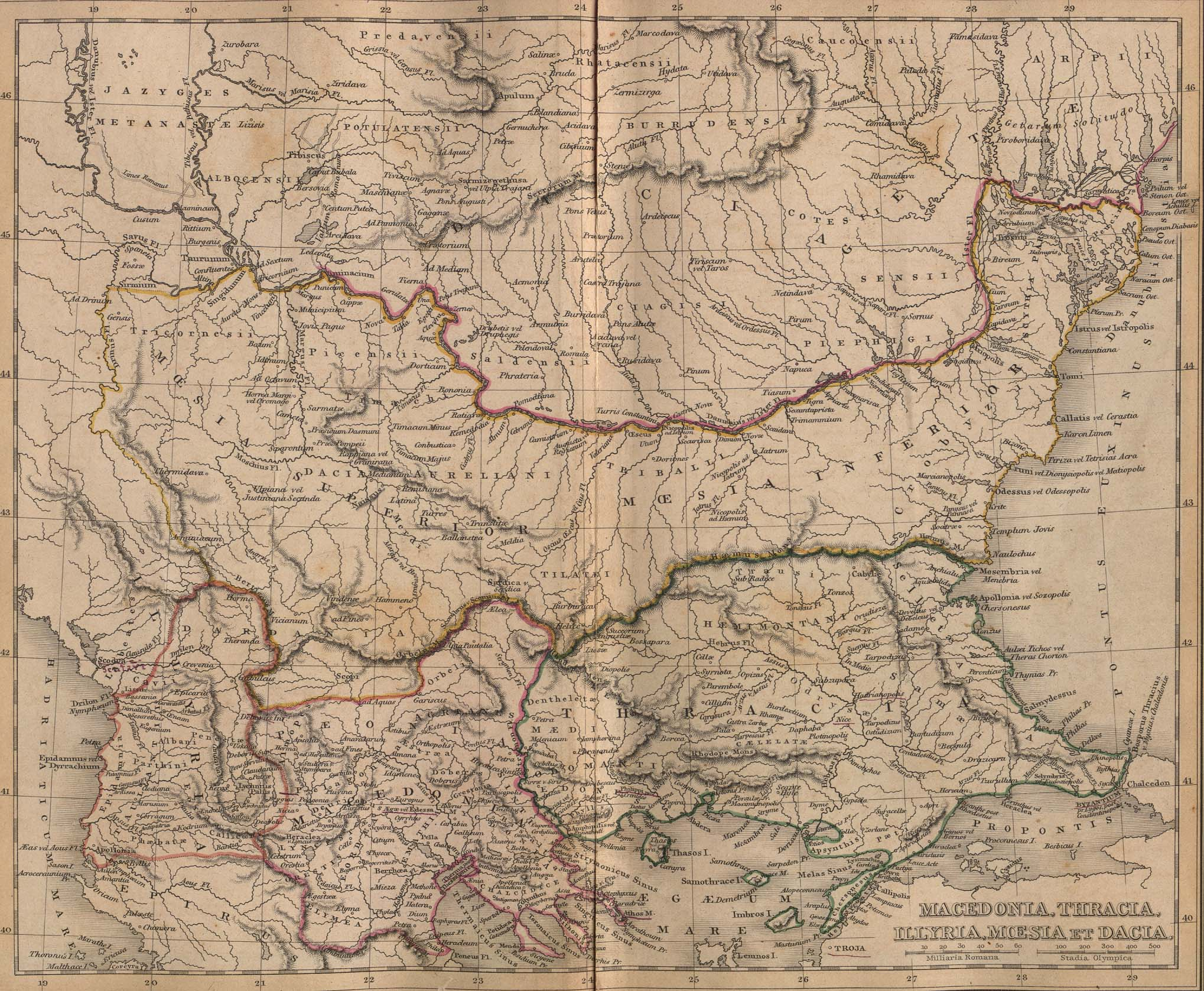
Историческая Фракия и соседние территории — Македония, Иллирия, Мёзия и Дакия — карта из атласа Alexander G. Findlay Classical Atlas to Illustrate Ancient Geography, New York, 1849

Древняя Фракия (греч. Θράκη, лат. Thracia) — страна между Балканскими горами и Эгейским морем, населённая фракийскими племенами (одриссы, меды или мёзы, бессы, бизалты и др.). В настоящее время территория древней Фракии поделена между тремя государствами — Грецией, Болгарией и Турцией.

## География
На западе границей Фракии была река Стримон, на востоке — берега Чёрного моря, на юге Эгейское море, а на севере граничила с Мёзией, которую отделяли от неё Балканские горы.

## История

### Древний период
Геродот пишет, что ещё до Троянской войны мисы, обитавшие в Малой Азии, перешли через Босфор в Европу, заняли территорию вплоть до Адриатического моря и завоевали все фракийские племена. Некоторые ученые считают, что это было связано с расширением хеттского господства на запад Малой Азии. Однако около XIII века до н. э. иллирийцы оттесняют мисов на восток и начинается новая волна переселения племён.

### Архаичный период
Обитавшие на территории Фракии многочисленные племена занимали большую территорию, богатую плодородными почвами, густыми лесами и значительными залежами руды (район Пангея). С V в. до н. э. благоприятные условия начинают манить сюда греков, которые основали множество колоний (Абдера, Маронея и др.) и вступили в тесный контакт с южными фракийскими племенами. В VII—VI вв. до н. э. фракийцы находились на стадии разложения первобытного строя — у племён начинает выделяться слой знати, которая приобретает обширные и плодородные земельные участки, домашний скот. Появляются первые зачатки рабовладельческого строя.

### Классический период
В 5 в. до н. э. после ухода персов наиболее развитые племена одрисы основывают своё царство. Основателем государства у одрисов был вождь Терес. Он подчинил своему влиянию южнофракийские племена и даже некоторые греческие города, заставив их платить дань.

### Эллинистический период
В 4 в. до н. э. Фракия была завоёвана македонским царём Филиппом II. В 323 до н. э. в результате раздела империи Александра Македонского Лисимах стал правителем Фракийского царства, которое распалось после его смерти в 281 до н. э.

## См.также
- Археология Древней Фракии